# Félelem és reszketés Las Vegasban (film)
A Félelem és reszketés Las Vegasban (Fear and Loathing in Las Vegas) Terry Gilliam 1998-ban bemutatott vígjáték-drámája. A forgatókönyvet Hunter S. Thompson Félelem és reszketés Las Vegasban című regényéből Terry Gilliam, Alex Cox, Tod Davies és Tony Grisoni írta. A főszerepekben Johnny Depp és Benicio del Toro.

## Történet
Egy újságíró és ügyvéd barátjának LSD-s ámokfutásának története. Duke (Johnny Depp), a firkász és Dr. Gonzo (Benicio del Toro), a fiskális agyondrogozva forgatja fel Las Vegas amúgy is zaklatott életét. A két eszement minden törvényt áthágva dúlja fel a várost.

## Szereplők
| Szereplő                          | Színész            | Magyar hang         |
| --------------------------------- | ------------------ | ------------------- |
| Raoul Duke                        | Johnny Depp        | Rajkai Zoltán       |
| Dr. Gonzo                         | Benicio del Toro   | Gáspár Sándor       |
| a stoppos                         | Tobey Maguire      |                     |
| pincérnő a North Star kávézóban   | Ellen Barkin       | Vándor Éva          |
| rendőr                            | Gary Busey         | Helyey László       |
| Lucy                              | Christina Ricci    | Majsai-Nyilas Tünde |
| riporter a Mint 400 klubban       | Mark Harmon        |                     |
| szőke tv-riporter                 | Cameron Diaz       | Létay Dóra          |
| portás a Mint Hotelben            | Katherine Helmond  |                     |
| Ron Bumquist                      | Michael Jeter      | Rajhona Ádám        |
| a Carnie                          | Penn Jillette      |                     |
| Lacerda                           | Craig Bierko       | László Zsolt        |
| rendőr                            | Lyle Lovett        |                     |
| a nő a Frog-eyedben               | Laraine Newman     |                     |
| hivatalnok a Flamingó Szállodában | Christopher Meloni | Selmeczi Roland     |
| a bíró                            | Harry Dean Stanton | Láng József         |
| rendőrfőnök                       | Troy Evans         | Láng József         |
| önmaga                            | Debbie Reynolds    |                     |
| Alice, a szobalány                | Jenette Goldstein  | Csere Ágnes         |
| pici pincér                       | Verne Troyer       | Szokol Péter        |
| portás                            | Gregory Itzin      | Kőszegi Ákos        |

## Produkció

### A színészek
A főszereplők egészen különleges előkészületeket tettek szerepeikhez. Del Toro húsz kilót hízott és kiterjedt kutatásokat folytatott Acosta életéről a forgatás megkezdése előtt. Depp hónapokig Thompsonnal élt, hogy részletesen megismerje Thompson szokásait, jellegzetes gesztusait. Depp még a kocsiját is lecserélte Thompson piros Cadillacje, a „Nagy vörös cápa” mására és az előkészületek során körbeutazta vele Kaliforniát. A filmben viselt ruhadarabok között több eredeti is található, amiket Depp Thompsontól kölcsönzött és Thompson maga vágta le Depp haját olyanra, ahogyan ő nézett ki. Thompson fel is bukkan egy rövid időre a filmben, Duke egy emlékének felidéződésekor: egy San Franciscó-i klubban, a Mátrixban Thompson egy asztalnál ülve éppen tüzet ad a mellette ülő lánynak, Duke ezt kommentálva mondja: „Ott voltam. Szűz Mária! Ott voltam!”

### A forgatókönyv
Mindkét színészt a film eredeti rendezője, Alex Cox választotta ki a szerepre, az eredeti forgatókönyvet is ő írta társával Tod Daviesszel. Amikor azonban Gilliam megkapta a rendezést, egyúttal le is cserélte a Cox–Davies-féle forgatókönyvet. Thompson maga nem szerette és nem hagyta jóvá Cox megközelítését a filmhez. Gilliam ekkor saját forgatókönyvvel próbálkozott, amit Tony Grisonival készített. A bemutatáskor Gilliam megtudta, hogy az Amerikai Írók Egylete (Writers Guild of America, WGA) nem engedi, hogy Cox és Davies nevét kivegyék a stáblistából, noha anyagaikat egyáltalán nem használták a filmhez. A hírnév megosztásának kényszerén feldühödve Gilliam kilépett a WGA-ből és a film bizonyos korai premiernyomtatványain egy rövid névtelen bevezetőben figyelmeztette a közönséget, hogy a feliratoktól eltérően a filmben nem voltak forgatókönyvírók.

## Folytatás
2011-ben mutatták be Johnny Depp főszereplésével a szintén Hunter S. Thompson által írt Rumnapló filmváltozatát.